# Izabela Surynt
Izabela Alina Surynt z domu Dąbrowska (ur. 1967 w Gdyni) – historyk kultury i literatury niemieckiej, nauczycielka akademicka, specjalizująca się w zakresie literaturoznawstwa niemieckiego i komunikowania międzykulturowego.

## Życiorys
Pochodzi z Pomorza Gdańskiego. Studiowała germanistykę na Wydziale Filologicznym Uniwersytetu Wrocławskiego, którą ukończyła w 1990 roku magisterium. Następnie w 1995 roku uzyskała stopień naukowy doktora nauk humanistycznych w zakresie literaturoznawstwa na Uniwersytecie Opolskim na podstawie pracy pt. Die Weiblichkeitsvorstellung in der Erzählprosa Marie von Ebner-Eschenbachs, napisanej pod kierunkiem prof. dr hab. Grażyny Szewczyk. W 1990 roku podjęła pracę w Instytucie Filologii Germańskiej Uniwersytetu Opolskiego, gdzie w latach 1994–2002 była zastępcą dyrektora. Od 2004 roku związała się zawodowo z Uniwersytetem Wrocławskim. Najpierw wykładała w Katedrze Germanistyki Centrum Studiów
Niemieckich i Europejskich im. Willy Brandta (do 2007 roku), a potem w Instytucie Dziennikarstwa i Komunikacji Społecznej. W 2005 roku habilitowała się na podstawie rozprawy Das "ferne", "unheimliche" Land. Gustav Freytags Polen ("Daleka", "niesamowita" kraina Polska Gustava Freytaga). Jej recenzentami byli: prof. dr hab. Wojciech Kunicki oraz prof. Joanna Jabłkowska z Uniwersytetu Łódzkiego. W 2008 roku otrzymała stanowisko profesora nadzwyczajnego w Uniwersytecie Wrocławskim, a 1 sierpnia 2011 roku profesora zwyczajnego.
Jej zainteresowania naukowe koncentrują się wokół zagadnień związanych z historią literatury i kultury niemieckiej XIX i XX wieku, stosunkach polsko-niemieckich, komunikowaniu międzykulturowym, badaniach nad pamięcią zbiorową. Zajmuje się również stereotypami, nacjonalizmem i kolonializmem (postcolonial studies). Swoje wyniki badań publikowała w wielu renomowanych czasopismach krajowych oraz zagranicznych. Jest promotorem dwóch zakończonych rozpraw doktorskich. Koordynuje projekt międzynarodowy Interakcje. Komunikowanie międzykulturowe na przykładzie relacji polsko-niemieckich. W 2009 roku została wyróżniona nagrodą Societas Jablonoviana.

## Wybrane publikacje
Napisała 4 monografie oraz 70 artykułów i referatów naukowych, współredaktorka naukowa 7 tomów zbiorowych. Do jej najważniejszych publikacji należą:
- Erzählte Weiblichkeit bei Marie von Ebner-Eschenbach, wyd. UO, Opole 1998.
- Das "ferne", "unheimliche" Land. Gustav Freytags Polen, Thelem Verlag, Dresden 2004.
- Patagończyk w Berlinie" : Witold Gombrowicz w oczach krytyki niemieckiej, razem z Markiem Zyburą, Universitas, Kraków 2004.
- Postęp, kultura i kolonializm : Polska a niemiecki projekt europejskiego Wschodu w dyskursach publicznych XIX wieku, Oficyna Wydawnicza "Atut", Wrocław 2006.
- Opowiedziany naród: literatura polska i niemiecka wobec nacjonalizmów XIX wieku, razem z Markiem Zyburą, wyd. UWr, Wrocław 2006.
- Mein theurer Theodor: Gustav Freytags Briefe an Theodor Molinari 1847-1867, razem z Markiem Zyburą, Neisse Verlag, Dresden 2006.
- Hochverehrter Herr Doctor : Jean Paul d'Ardeschahs Briefe an Carl Hauptmann 1909-1913, razem z Markiem Zyburą, Neisse Verlag, Dresden 2007.
- Przemoc, pamięć, tożsamość w niemieckiej literaturze II połowy XX wieku: światy ze słów Helgi M. Novak, Oficyna Wydawnicza "Atut", Wrocław 2010.
- Interakcje. Leksykon komunikowania polsko-niemieckiego, red. (razem z Jackiem Grębowcem i Justyną Kalicińską). Oficyna Wydawnicza "Atut", Wrocław 2015.